# Império dos Sentidos
Império dos Sentidos é o segundo álbum do cantor brasileiro Fausto Fawcett. Tal como Fausto Fawcett e os Robôs Efêmeros, foi lançado pela WEA (atual Warner Music Group) em abril de 1989, e produzido pelo líder d'Os Paralamas do Sucesso Herbert Vianna, que também foi coautor de algumas das faixas e tocou guitarra e teclado. O título do álbum é uma referência ao filme de 1976 O Império dos Sentidos, de Nagisa Ōshima; a faixa-título utiliza samples do filme.
Um álbum conceitual descrito como uma "ópera porno-futurista", segue de perto seu predecessor em termos de sonoridade e continuidade; porém, seus eventos não estão mais limitados à cidade do Rio de Janeiro – "Santa Clara Poltergeist" e "Androide Nissei" (uma espécie de "sequência" de "Gueixa Vadia") se passam em São Paulo, e "Facada Leite Moça" se passa no Canadá. Um ano após o lançamento do álbum, Fawcett publicou um romance inspirado na personagem de Santa Clara Poltergeist pela Editora Eco. Em 1992 transformou "Facada Leite Moça", juntamente com Kátia Flávia, a Godiva do Irajá, do álbum Fausto Fawcett e os Robôs Efêmeros num conto, incluído na antologia Básico Instinto (não confundir com o álbum de mesmo nome).
"Cicciolina (O Cio Eterno)" é um tributo à epônima estrela pornô. A atriz e ex-modelo Sílvia Pfeifer também tem uma faixa em sua homenagem, e aparece na capa da frente e na de trás do álbum. Ela foi escolhida por Fawcett porque, em suas palavras, "ela incorpora um certo senso de 'mundanidade', e possui uma beleza inumana que me faz querer criar".
Império dos Sentidos foi o último álbum de Fawcett a contar com a participação de sua atualmente inativa banda de apoio Os Robôs Efêmeros; para seu sucessor de 1993, Básico Instinto, ele formou outro projeto, a Falange Moulin Rouge", para acompanhá-lo em suas performances.

## Faixas
Todas as faixas escritas e compostas por Fausto Fawcett e Laufer, com exceção de "Império dos Sentidos" por Fawcett, Laufer e Herbert Vianna; "Shopping de Vodus" por Fawcett e Vianna; e "Sílvia Pfeifer" por Fawcett e Marcelo de Alexandre. 
| N.º | Título                                | Duração |  |
| 1.  | "Império dos Sentidos" (instrumental) | 4:00    |  |
| 2.  | "Facada Leite Moça"                   | 6:00    |  |
| 3.  | "Androide Nissei"                     | 5:01    |  |
| 4.  | "Mapas Alemães"                       | 5:15    |  |
| 5.  | "Shopping de Vodus"                   | 2:38    |  |
| 6.  | "Santa Clara Poltergeist"             | 4:12    |  |
| 7.  | "Cicciolina (O Cio Eterno)"           | 3:50    |  |
| 8.  | "Judith Raquel (Vedete Santa Uzi)"    | 4:32    |  |
| 9.  | "Sílvia Pfeifer"                      | 3:43    |  |

## Ficha técnica
- Fausto Fawcett – vocais
- Laufer – guitarra, vocais adicionais
- Pedro Leão – guitarra, vocais adicionais
- Marcelo Lobato – bateria, vocais adicionais
- Marcos Lobato – contrabaixo, vocais adicionais
- Herbert Vianna – guitarra, teclado, produção
- Flávio Colker – fotografia
- Luiz Stein – arte de capa